# Agrias subsatanas
Agrias subsatanas är en fjärilsart som beskrevs av Le Moult 1926. Agrias subsatanas ingår i släktet Agrias och familjen praktfjärilar. Inga underarter finns listade i Catalogue of Life.